# America de Sud

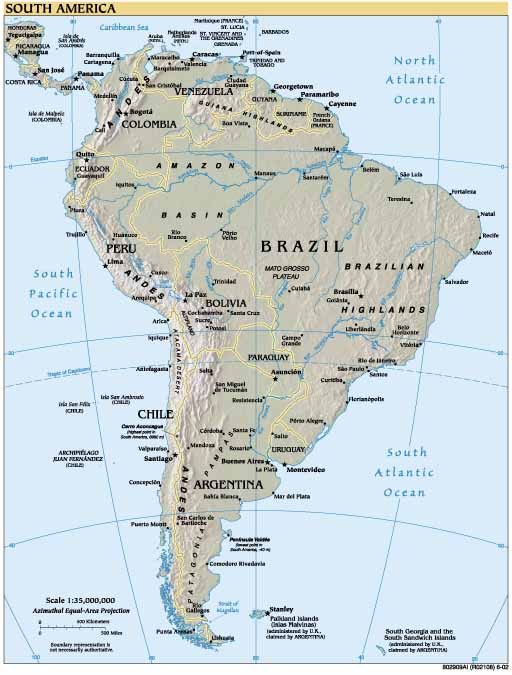
Harta fizică a Americii de Sud

America de Sud este un continent traversat de ecuator, cu majoritatea suprafeței în emisfera sudică. America de Sud este situată între Oceanul Pacific și Oceanul Atlantic. Este legată, geografic vorbind, de America de Nord prin Istmul Panama, relativ de puțin timp. Anzii Cordilieri, fiind un lanț muntos activ, se desfășoară pe întreaga lungime a continentului, în vest; suprafețele din estul Anzilor sunt acoperite de păduri tropicale și formează vastul bazin al râului Amazon. In partea centrală a continentului situat la est de Anzii Cordilieri se află pampasul.
America de Sud se află pe locul patru în lume în ceea ce privește suprafața, după Asia, Africa și America de Nord. În ceea ce privește populația, se află pe locul cinci, după Asia, Africa, Europa și America de Nord.
Se crede că a fost locuit pentru prima oară de oamenii care au trecut podul natural Bering, acum strâmtoarea Bering, deși există și unele sugestii că ființele umane au migrat aici din sudul Oceanului Pacific.
Continentul America de Sud cuprinde următoarele țări: Brazilia, Columbia, Venezuela, Peru, Guyana, Surinam, Guyana Franceză, Chile, Bolivia, Argentina, Uruguay, Paraguay, Ecuador, Panama și Țara de Foc.
Din anii 1530, locuitorii indigeni ai Americii de Sud au intrat în contact cu călători europeni, întâi spanioli și mai apoi portughezi, care au întemeiat colonii pe continent. În cursul secolului XIX, aceste colonii și-au câștigat independența.
Regiunea America de Sud include și o serie de insule, majoritatea aparținând țărilor de pe continent. Teritoriile caraibiene sunt grupate împreună cu America de Nord (cu excepția Trinidad și Tobago). Țările sud-americane care se afla la limitele Mării Caraibilor, cum ar fi Columbia, Venezuela, Guyana, Surinam (singura țară de pe continent în care neerlandeza este limba oficială) și Guyana Franceză sunt cunoscute și sub numele de America de Sud Caraibiană.
Cea mai mare țară din America de Sud, atât în ceea ce privește suprafața cât și ca populație, este Brazilia.

## Geografie

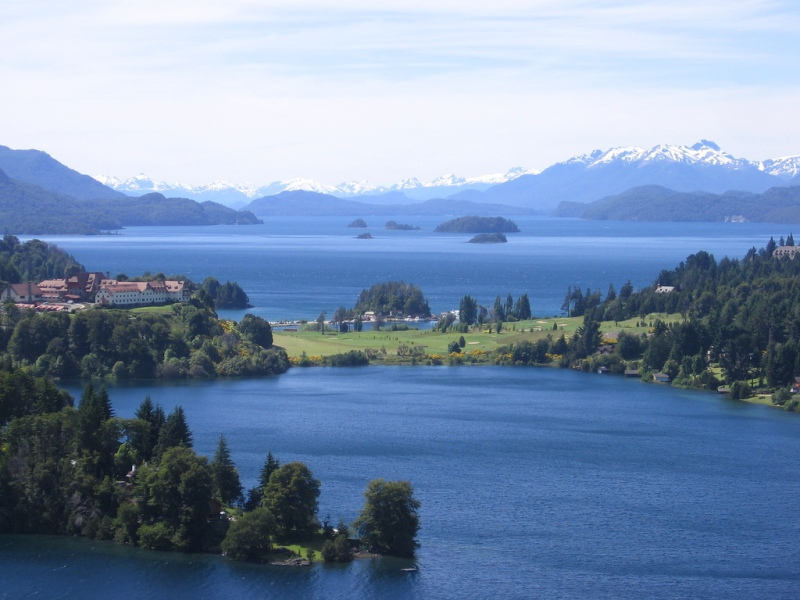
Patagonia (Argentina)

America de Sud ocupă partea sudică a părții continentale numită uneori Lumea Nouă. Continentul este delimitat în partea de nord-est de cumpăna de ape Darién, de-a lungul graniței dintre Panama și Columbia sau, (potrivit altor surse) de Canalul Panama care traversează Istmul Panama. Din punct de vedere geopolitic și geografic întregul stat Panama, inclusiv segmentul aflat la est de Canal, în Istm, este în mod obișnuit inclus în America de Nord și între țările Americii Centrale. Aproape întregul continent Sud American se află așezat pe placa tectonică sud-americană.
Multe dintre insulele Caraibe (sau Indiile de vest) – ex. Leeward sau Antilele Mici – sunt așezate pe placa tectonică a Caraibelor care are o topografie difuză. Insulele Aruba, Barbados, Trinidad și Tobago sunt așezate în partea de nord a platformei continentale sud-americane. Antilele olandeze ți teritoriile federale dependente ale Venezuelei se întind de-a lungul părții de nord a platformei continentale sud-americane. Din punct de vedere geopolitic statele insulare și teritoriile dependente ale Caraibelor sunt în general considerate parte sau subregiune a Americii de Nord. Statele sud-americane care mărginesc Marea Caraibelor – incluzând Columbia, Venezuela, Guyana, Surinam și Guyana Franceză – sunt cunoscute sub numele de America de Sud Caraibeană. Alte insule sunt insulele Galápagos care aparțin statului Ecuador și Insula Paștelui (aflată în Oceania dar care aparține statului Chile), Insula Robinson Crusoe, Chiloé și insula Țara de Foc.
În America de Sud se află cea mai mare cascadă din lume, Cascada Angel, în Venezuela; cel mai mare râu (ca volum), fluviul Amazon; cel mai lung lanț muntos, Anzii (cel mai înalt vârf muntos este Aconcagua, 6.962 m); cel mai arid loc de pe Pământ, Deșertul Atacama; capitala aflată la cea mai mare altitudine din lume, La Paz, Bolivia; lacul navigabil aflat la cea mai mare înălțime din lume, Lacul Titicaca, precum și cea mai sudică localitate locuită permanent (exceptând stațiile de cercetare antarctice), Puerto Toro, Chile.
Cele mai importante resurse minerale ale Americii de Sud sunt aurul, argintul, minereul de fier, staniul și petrolul. Numeroasele resurse minerale ale țărilor Americii de Sud le-au adus acestora venituri mari, mai ales în timpul războaielor sau al perioadelor de creștere economică ale țărilor industrializate. Cu toate astea, concentrarea asupra producerii unei singure mărfi de export a împiedicat în numeroase cazuri dezvoltarea și diversificarea economică. Fluctuația prețurilor mărfurilor pe piața internațională a determinat de-a lungul vremii atingerea maximelor și minimelor economice ale țărilor Americii de Sud, cauzând de multe ori instabilitate politică extremă. Acest fapt a dus la eforturi de diversificare a producției cu scopul de a nu mai fi economii concentrate exclusiv pe producerea unei singure mărfi pentru export.
America de Sud este unul dintre continentele cu cea mai mare biodiversitate. Pe acest continent trăiesc multe specii unice de animale incluzând lama, anaconda, piranha, jaguarul, vicuña și  tapirul. Jungla amazoniană deține o mare biodiversitate, conținând o mare parte din speciile de animale de pe Pământ. Regiunile Americii de Sud includ statele andine, Guyanele, Conul Sudic și Brazilia care este cea mai mare țară atât din punct de vedere al întinderii cât și din punct de vedere al populației.
America de Sud are o suprafață de aproximativ 18 milioane km² (inclusiv insulele din jur: Falkland (Malvine), Galapagos etc.) fiind al patrulea continent după suprafață. Se unește cu America de Nord prin Istmul Panama, prin care a fost săpat Canalul Panama. La sud se desparte de Antarctida prin Strâmtoarea Drake.

## Politică
Majoritatea țărilor din America de Sud sunt republici prezidențiale, excepție făcând Guyana, care este o republică parlamentară, și Guyana Franceză, care este un departament francez de peste mări.
Brazilia, Argentina și Venezuela sunt republici federale. Celelalte țări sunt state unitare.

## Demografie
Cele mai răspândite limbi ale continentului sunt spaniola (vorbită în țările din vest și sud) și portugheza (vorbită în Brazilia). În Guyana, Guyana Franceză și Surinam limbile oficiale sunt engleza, franceza și respectiv olandeza.
Cele mai importante limbi indiene sunt quechua (vorbită în Peru, Bolivia și Ecuador), aimara (Peru și Bolivia) și guarani (Paraguay, estul Boliviei și nordul Argentinei).

### Diviziuni politice în America de Sud
| Țara sau teritoriu | Capitala          | Suprafață (km²) | 01.06.2022  | Densitatea populației (per km²) |
| ------------------ | ----------------- | --------------- | ----------- | ------------------------------- |
| Argentina          | Buenos Aires      | 2.766.890       | 46.230.000  | 14,4                            |
| Bolivia            | La Paz            | 1.098.580       | 12.220.000  | 8                               |
| Brazilia           | Brasília          | 8.511.965       | 215.300.000 | 25.2                            |
| Chile              | Santiago de Chile | 756.950         | 19.600.000  | 25.8                            |
| Columbia           | Bogota            | 1.138.910       | 51.870.000  | 45.5                            |
| Ecuador            | Quito             | 283.560         | 18.000.000  | 63.4                            |
| Insulele Falkland  | Stanley           | 12.173          | 3.802       | 0.31                            |
| Guyana Franceză    | Cayenne           | 91.000          | 304.557     | 3.3                             |
| Guyana             | Georgetown        | 214.970         | 808.726     | 3.7                             |
| Paraguay           | Asuncion          | 406.750         | 6.781.000   | 16.6                            |
| Peru               | Lima              | 1.285.220       | 34.050.000  | 26.4                            |
| Surinam            | Paramaribo        | 163.270         | 618.040     | 3.7                             |
| Uruguay            | Montevideo        | 176.220         | 3.423.000   | 19.4                            |
| Venezuela          | Caracas           | 916.445         | 28.300.000  | 30.8                            |
| Total              |                   | 17.818.508      | 437.509.125 | 24.5                            |

## Economie
Țările cu un nivel economic mai înalt sunt Brazilia, Argentina și Uruguay.

## Turism
Turismul în America de Sud a devenit o importantă sursă de venit pentru statele Sud-Americane. Cele mai renumite atracții turistice sunt vestigii istorice ca Machu Picchu, jungla Amazonului, Rio de Janeiro (renumit pentru Carnavalul de la Rio), Salvador, Maceio, Lima, Florianopolis, Insula Margarita, Natal, Buenos Aires, Sao Paulo, Cascadele Îngerului, Cuzco, Lacul Titicaca, Patagonia, Cartagena și Insulele Galapagos.

## Cultură
| Scriitori sudamericani renumiți |                    |                     |                  |                     |
|                                 |                    |                     |                  |                     |
| Gabriel Garcia Marquez          | Isabel Allende     | Jorge Luis Borges   | Gabriela Mistral | Mario Vargas Llosa  |
|                                 |                    |                     |                  |                     |
| Paulo Coelho                    | Augusto Roa Bastos | Adolfo Bioy Casares | Jorge Amado      | Juana de Ibarbourou |

## Sport
Cel mai popular sport este fotbalul. Brazilia a devenit campioana mondiala de cinci ori (în 1958, 1962, 1970, 1994 și 2002), Argentina de trei ori (în 1978, 1986 și 2022) și Uruguay de două ori (în 1930 și 1950). Cupa Mondială a fost găzduită de țări sudamericane de cinci ori:
- Uruguay 1930
- Brazilia 1950
- Chile 1962
- Argentina 1978
- Brazilia 2014

Alte sporturi foarte răspândite sunt basebal (în special în Venezuela), rugby (în special în Argentina), alpinism (în țările Anzilor Cordilieri).